# Hymn Hondurasu
Tu bandera es un lampo de cielo (Twoja flaga jest niebiańsko jasna) – hymn państwowy Hondurasu. Został przyjęty w roku 1917. Słowa napisał Augusto Constancio Coello, a muzykę skomponował Carlos Hartling.
Do roku 1917, Honduras używał zupełnie innego hymnu, do którego muzykę skomponował L. Campos.
Jedynie refren i ostatnia zwrotka są używane przy oficjalnych okazjach.

## Oficjalne słowa hiszpańskie
Tu bandera, tu bandera
Es un lampo de cielo
Por un bloque, por un bloque
De nieve cruzado;
Y se ven en su fondo sagrado
Cinco estrellas de pálido azul;
En tu emblema que mar rumoroso
Con sus ondas bravías escuda,
De un volcán, de un volcán
Tras la cima desnuda
Hay un astro, hay un astro
De nítida luz.
India, virgen y hermosa dormías
De tus mares al canto sonoro,
Cuando echada en tus cuencas de oro
El audaz navegante te halló;
Y al mirar tu belleza extasiado
Al influjo ideal de tu encanto,
La orla azul de tu espléndido manto
Con su beso de amor consagró.
Tu bandera, tu bandera
Es un lampo de cielo
Por un bloque, por un bloque
De nieve cruzado;
Y se ven en su fondo sagrado
Cinco estrellas de pálido azul;
En tu emblema que mar rumoroso
Con sus ondas bravías escuda,
De un volcán, de un volcán
Tras la cima desnuda
Hay un astro, hay un astro
De nítida luz.
De un país donde el sol se levanta,
Mas allá del Atlante azulado,
Aquel hombre que te había soñado
Y en tu busca a la mar se lanzó.
Cuando erguiste la pálida frente,
En la viva ansiedad de tu anhelo,
Bajo el dombo gentil de tu cielo
Ya flotaba un extraño pendón.
Tu bandera, tu bandera
Es un lampo de cielo
Por un bloque, por un bloque
De nieve cruzado;
Y se ven en su fondo sagrado
Cinco estrellas de pálido azul;
En tu emblema que mar rumoroso
Con sus ondas bravías escuda,
De un volcán, de un volcán
Tras la cima desnuda
Hay un astro, hay un astro
De nítida luz.
Era inutil que el indio tu amado
Se aprestara a la lucha con ira,
Porque envuelto en su sangre Lempira,
En la noche profunda se hundió;
Y de la épica hazaña, en memoria,
La leyenda tan sólo ha guardado
De un sepulcro el lugar ignorado
Y el severo perfil de un peñón.
Tu bandera, tu bandera
Es un lampo de cielo
Por un bloque, por un bloque
De nieve cruzado;
Y se ven en su fondo sagrado
Cinco estrellas de pálido azul;
En tu emblema que mar rumoroso
Con sus ondas bravías escuda,
De un volcán, de un volcán
Tras la cima desnuda
Hay un astro, hay un astro
De nítida luz.
Por tres siglos tus hijos oyeron
El mandato imperioso del amo;
Por tres siglos tu inútil reclamo
En la atmosfera azul se perdió;
Pero un día gloria tu oído
Percibió, poderoso y distante,
Que allá lejos, por sobre el Atlante,
Indignado rugía un León.
Tu bandera, tu bandera
Es un lampo de cielo
Por un bloque, por un bloque
De nieve cruzado;
Y se ven en su fondo sagrado
Cinco estrellas de pálido azul;
En tu emblema que mar rumoroso
Con sus ondas bravías escuda,
De un volcán, de un volcán
Tras la cima desnuda
Hay un astro, hay un astro
De nítida luz.
Era Francia, la libre, la heroica,
Que en su sueño de siglos dormida
Despertaba iracunda a la vida
Al reclamo viril de Dantón:
Era Francia, que enviaba a la muerte
La cabeza del Rey consagrado,
Y que alzaba soberbia a su lado,
El Altar de la Diosa razón.
Tu bandera, tu bandera
Es un lampo de cielo
Por un bloque, por un bloque
De nieve cruzado;
Y se ven en su fondo sagrado
Cinco estrellas de pálido azul;
En tu emblema que mar rumoroso
Con sus ondas bravías escuda,
De un volcán, de un volcán
Tras la cima desnuda
Hay un astro, hay un astro
De nítida luz.
Tú también, ¡oh mi patria!, te alzaste
De tu sueño servil y profundo;
Tú también enseñastes al mundo
Destrozado el infame eslabón.
Y en tu suelo bendito, tras la alta
Cabellera de monte salvaje,
Como un ave de negro plumaje,
La colonia fugaz se perdió
Tu bandera, tu bandera
Es un lampo de cielo
Por un bloque, por un bloque
De nieve cruzado;
Y se ven en su fondo sagrado
Cinco estrellas de pálido azul;
En tu emblema que mar rumoroso
Con sus ondas bravías escuda,
De un volcán, de un volcán
Tras la cima desnuda
Hay un astro, hay un astro
De nítida luz.
Por guardar ese emblema divino,
Marcharemos Oh Patria a la muerte,
Generosa será nuestra suerte,
Si morimos pensando en tu amor.
Defendiendo tu santa bandera
Y en tus pliegues gloriosos cubiertos,
Serán muchos, Oh Honduras tus muertos,
Pero todos caerán con honor.
Tu bandera, tu bandera
Es un lampo de cielo
Por un bloque, por un bloque
De nieve cruzado;
Y se ven en su fondo sagrado
Cinco estrellas de pálido azul;
En tu emblema que mar rumoroso
Con sus ondas bravías escuda,
De un volcán, de un volcán
Tras la cima desnuda
Hay un astro, hay un astro
De nítida luz.